# Simyra fiorii
Simyra fiorii är en fjärilsart som beskrevs av Turati 1922. Simyra fiorii ingår i släktet Simyra och familjen nattflyn. Inga underarter finns listade i Catalogue of Life.